# روکاباسچرانا
روکاباسچرانا (به ایتالیایی: Roccabascerana) یک کومونه در ایتالیا است که در استان آولینو واقع شده‌است. روکاباسچرانا ۱۲ کیلومتر مربع مساحت و ۲٬۳۵۸ نفر جمعیت دارد و ۳۵۰ متر بالاتر از سطح دریا واقع شده‌است.